# Панновка
Панновка (укр. Паннівка) — село на Украине, находится в Никольском районе Донецкой области.
Код КОАТУУ — 1421781104. Население по переписи 2001 года составляет 137 человек. Почтовый индекс — 87060. Телефонный код — 6246.

## Адрес местного совета
87060, Донецкая область, Никольский р-н, с. Боевое, ул.Сенатосенко, 74 г, 2-51-31